# Crateroscelis robusta
Crateroscelis robusta es una especie de ave en familia el Pardalotidae. Se encuentra en Indonesia y Papúa Nueva Guinea. Su hábitat natural son los bosques montanos húmedos tropicales o subtropicales. No se encuentra amenazado.